# USS LST-481
O USS LST-481 foi um navio de guerra norte-americano da classe LST que operou durante a Segunda Guerra Mundial.